# Goyo: Ang batang heneral
Goyo: Ang batang heneral (en tagalo: Goyo: El niño general), conocida internacionalmente como Goyo, es una película filipina de 2018, secuela de Heneral Luna que sigue la vida de Gregorio del Pilar, un joven militar filipino que sucede a Antonio Luna tras el asesinato de este.
Al igual que Heneral Luna, la película está dirigida por Jerrold Tarog. Fue distribuida internacionalmente a través de la plataforma de streaming Netflix.

## Sinopsis
Gregorio del Pilar (Paulo Avelino), el general más joven del ejército revolucionario filipino, recibe la noticia del asesinato del general Antonio Luna en su finca familiar de la que tendrá que partir rápidamente para ocupar el puesto dejado por Luna.
El inexperto comandante, más centrado en las mujeres y otros asuntos que en la vida castrense, tendrá que madurar a marchas forzadas para prepararse de cara al inevitable enfrentamiento con los estadounidenses en la batalla del Paso Tirad.

## Casting
| - Paulo Avelino - General Gregorio del Pilar - Carlo Aquino - Coronel Vicente Enríquez - Arron Villaflor - Joven Hernándo - Cris Villanueva - Joven Hernándo de mayor (1935) - Mon Confiado - Presidente Emilio Aguinaldo - Epy Quizon - Apolinario Mabini - Alvin Anson - General José Alejandrino - Gwen Zamora - Remedios Nable José - Empress Schuck - Felicidad Aguinaldo - Che Ramos-Cosio - Hilaria del Rosario - Rafa Siguion-Reyna - Coronel Julián del Pilar - Art Acuña - Mayor Manuel Bernal - Tomas Santos - Angelito | - Robert Seña - Don Mariano Nable José - Ronnie Lazaro - Tte. Pantaleon García - Jojit Lorenzo - Miguel Laureáno - Matt Evans - Tte. Telesforo Carrasco - Benjamin Alves - Tte. Manuel L. Quezon - TJ Trinidad - Manuel Quezon anciano (1935) - Roeder Camañag as Major Evaristo Ortíz - E. A. Rocha as General Elwell Otis - Miguel Faustmann - General Arthur MacArthur - Leo Martinez - Pedro Paterno - Nonie Buencamino - Sr. Felipe Buencamino - Perla Bautista - Doña Trinidad Aguinaldo - Archie Alemania - Eduardo Rusca |

## Recepción

### Críticas
La película fue bien acogida, llegando ser nombrada una de las mejores películas filipinas según el portal Spot.PH. El crítico Miguel Escobar, de la edición local de Esquire, dijo que aunque la película fuese algo lenta, especialmente en su primera mitad, no llegaba a ser aburrida, dándole una puntuación de 3 sobre 5. Fred Hawson, de ABS-CBN News la llamó no tan buen pero potente, dándole una puntuación de 9 sobre 10.

### Premios
| 2019 Entertainment Editors' Choice Awards (The EDDYS) |                           |          |
| Mejor fotografía                                      | Goyo                      | Nominado |
| Mejor Director                                        | Jerrold Tarrog            | Nominado |
| Mejor Guion                                           | Jerrold Tarog y Rody Vera | Nominado |
| Best Cinematography                                   | Pong Ignacio              | Nominado |
| Mejores Efectos Especiales                            | Blackburst, Inc.          | Nominado |
| Mejor Banda Sonora                                    | Jerrold Tarog             | Nominado |
| Mejor Diseño de Producción                            | Roy Lachica               | Ganador  |
| Mejor Edición                                         | Jerrold Tarog             | Nominado |
| Mejor Tema Musical Original                           | Susi de Ben&Ben           | Nominado |